# ذا لقلت (ردفان)

تعديل مصدري - تعديل

ذا لقلت هي إحدى قرى عزلة الحبيلين بمديرية ردفان التابعة لمحافظة لحج، بلغ تعداد سكانها 143 نسمة حسب تعداد اليمن لعام 2004.